# Guldbaggegalan 1991
Den 26:e Guldbaggegalan, som belönade svenska filmer från 1990, hölls den 11 februari 1991.

## Vinnare
Vinnarna listas i fetstil. 
Noterbart är att inget Ingmar Bergman-pris utdelades på galan, men på Guldbaggegalan 1992 meddelades det att "föregående år Bergman-pris" postumt tilldelades stumfilmsregissören Georg af Klercker i syfte att restaurera hans film Nattliga toner från 1918.
| Bästa film                                    | Bästa regi                                                 |
| --------------------------------------------- | ---------------------------------------------------------- |
| - God afton, Herr Wallenberg – Katinka Faragó | - Kjell Grede – God afton, Herr Wallenberg                 |
| Bästa skådespelerska                          | Bästa skådespelare                                         |
| - Malin Ek – Skyddsängeln                     | - Börje Ahlstedt – Kaninmannen                             |
| Bästa manuskript                              | Bästa foto                                                 |
| - Kjell Grede – God afton, Herr Wallenberg    | - Esa Vuorinen – God afton, Herr Wallenberg                |
| Bästa utländska film                          | Kreativa insatser                                          |
| - Zigenarnas tid – Emir Kusturica             | - Meyerateljéerna, Marie-Louise Ekman och Mattias Nohrborg |